# シャルル・アントワーヌ・ルメール

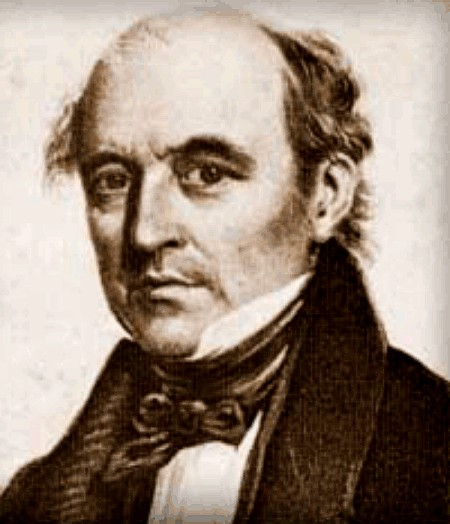

シャルル・アントワーヌ・ルメール（Charles Antoine Lemaire、1800年11月1日 - 1871年6月）は、フランスの植物雑誌編集者、植物画家、植物学者である。サボテンに関する研究でも知られる。
パリで生まれた。パリ大学で学び、古典文学の教授になった。パリ自然史博物館の園芸家のM. Neumannと知り合うことによって植物への興味を持ち、熱中するようになった。しばらくパリの園芸商のM. Mathieuの助手として働き、サボテンのコレクションを作った。パリの出版業者、M. Cousinが園芸雑誌の創刊をした時、ルメールはその編集を依頼され、"Jardin Fleuriste" と "L'Horticulteur Universel"の編集を長く続けた。1845年から ルイ・ヴァン・ホウテが創刊した"Flore des Serres et des Jardins de l'Europe"の編集のためにヘントに移り、1854年からはヘントでAmbroise Verschaffeltの刊行する "L'Illustration Horticole"の編集を行った。1870年にはパリに戻り、翌年にそこで没した。
植物雑誌の編集者として働く一方、サボテン科や多肉植物に関する多数の論文を発表したが、まとまった著書を著すことはなかった。
ヒユ科の属、マイレニア属(Maireana)に献名されている。
著書の図版